# Data East
La Data East o Data East Corporation (Kabushiki-gaisha Dēta Īsuto Kōporēshon), conosciuta inizialmente anche come DECO (acronimo di Data East COrporation), fu una software house giapponese attiva tra il 1976 e il 2003 e specializzata in videogiochi, sia arcade sia per il mercato domestico, e flipper.

## Storia
La sede della Data East era nel quartiere Suginami di Tokyo. Fu fondata nell'aprile 1976 dall'ingegnere Tetsuo Fukuda, che la guidò sempre per tutta la sua storia. Il primo prodotto, distribuito solo in alcune aree di Tokyo nel 1977, non fu propriamente un videogioco, ma Jack Lot, un gioco d'azzardo a gettoni basato sul Blackjack.
L'azienda realizzò il primo videogioco arcade nel gennaio 1978, il gioco di palla e racchetta Super Break, seguito da circa altri 17 titoli nello stesso anno. Il primo vero successo arrivò nel 1979 con Astro Fighter, sparatutto a schermata fissa alla Space Invaders.
Fin dagli inizi, pur restando sempre un ramo secondario rispetto ai videogiochi, l'azienda si occupò anche di elettronica e telecomunicazioni, producendo ad esempio accessori per telefonia, elettrocardiografi per ambulanze e fax.
Nel 1980 Data East sviluppò il DECO Cassette System, un innovativo sistema che permetteva di cambiare gioco sostituendo soltanto una cassetta all'interno del cabinato, riducendo così agli operatori delle sale i costi di cambio dei videogiochi. Entro il 1983 si vendettero oltre 35 000 Cassette System in Giappone, un successo che permise all'azienda di iniziare una grande crescita; col tempo sotto il marchio Data East arrivarono a essere incorporate ben 75 società di sviluppo.
Presto venne stabilita una filiale statunitense, la Data East USA Inc. con sede a San Jose. La filiale crebbe molto tra il 1980 e il 1982, soprattutto grazie all'efficacia del DECO Cassette System e all'impegno di Bob Lloyd, ex cestista che gestì marketing e amministrazione dell'azienda.
Nel 1982 Data East produsse i due grandi successi BurgerTime e Bump 'n' Jump, che come arcade vennero distribuiti in America dalla Bally Midway, società già affermata da tempo, e giunsero ampiamente anche sulle piattaforme domestiche.
Nonostante qualche difficoltà avuta nel 1984, che vide l'uscita di scena del Cassette System e l'insuccesso di alcuni arcade sportivi, l'azienda stava conquistando un ruolo di primo piano e nel 1983-1985 produsse 37 titoli, tra i quali il fortunato Karate Champ, ricordato come il fondatore del genere picchiaduro a incontri.
Nel 1983 Data East entrò anche nel campo sperimentale dei videogiochi Laserdisc pubblicando Bega's Battle, e continuando poi con Cobra Command (1984) e Road Blaster (1985); tutti sono basati su filmati anime.
A metà anni '80 la console NES aveva un enorme successo in Nordamerica, così la Data East USA si accordò con la Nintendo of America, presieduta da Minoru Arakawa, per divenire uno dei suoi sviluppatori affiliati. L'accordo firmato da Bob Lloyd imponeva alla Data East di supportare da sola il lancio dei propri titoli, producendo almeno 10 000 cartucce per ciascuno; Lloyd lo definì "una licenza di furto" e i rapporti tra le due aziende non furono molto buoni.
A ogni modo, Data East iniziò a produrre giochi per NES con Tag Team Wrestling nel 1986, e da allora si stima che fece ricavi di circa 100 milioni di dollari all'anno solo con il NES, dieci volte di più di quanto avesse ricavato annualmente in precedenza.
Molti dei maggiori classici Data East dovevano ancora arrivare. Le aspettative erano alte grazie anche al carisma di alcuni suoi produttori. Tra questi, Makoto Kikuchi, che pianificò uno dei titoli più memorabili dell'azienda, il picchiaduro a scorrimento Bad Dudes Vs. DragonNinja (1988). Di Kikuchi sono notevoli anche Secret Agent (1989), Tumblepop (1991), Diet Go Go (1992), e la serie a piattaforme di Joe & Mac (1991-1994).
Sempre a cavallo degli anni '80 e '90 Data East sviluppò diversi tie-in, come il grande successo RoboCop (1988) seguito da RoboCop 2 (1991) e i discreti The Real Ghostbusters (1987) e Captain America and The Avengers (1991).
Dopo aver acquisito la divisione Pinball della Stern Electronics nel 1986, Data East USA fondò una divisione interna dedicata allo sviluppo di flipper. All'inizio degli anni '90 Data East Pinball controllava il 25% del mercato internazionale dei flipper. I suoi modelli erano noti per i sofisticati accessori e l'affidabilità, ed ebbero successo anche grazie alle numerose licenze di film e cartoni animati.
Più tardi la divisione stessa tentò anche lo sviluppo di un videogioco, il mai pubblicato Tattoo Assassins. Nel 1994 Data East Pinball fu ceduta alla Sega per la relativamente bassa cifra di 50 milioni di dollari; infine nel 1999 fu acquisita da Gary Stern e ritornò a essere Stern Pinball.
Nel 1993 la Capcom querelò la Data East per l'eccessiva somiglianza del gioco Fighter's History con Street Fighter II; vinse la difesa della Data East.

### Declino
Negli anni '90 arrivarono anche i primi cedimenti; l'industria si fece più competitiva e meno legata al Giappone. A metà decennio la Data East era ancora prolifica, e oltre ai 37 titoli per console Nintendo (NES, SNES e Game Boy) arrivò ad accumulare 9 titoli per Mega Drive; tuttavia si ritrovò impreparata all'avvento della nuova generazione delle console Sega Saturn e PlayStation.
Michael Meyers, direttore dello sviluppo della Data East USA da gennaio 1995, ammette che c'era carenza di tecnici validi nell'azienda, e che si dovettero rivolgere all'esterno per lo sviluppo di software su CD, con risultati comunque non soddisfacenti.
La conversione PlayStation di Creature Shock fu demolita dalla critica, e anche se al successivo Defcon 5 andò meglio, secondo Meyers alla sede centrale giapponese mancava il necessario impegno a investire nelle nuove piattaforme; cosa che avvenne anche in altre aziende giapponesi, che infatti nel periodo successivo rimasero indietro.
Probabilmente la causa dell'indebolimento della Data East è da ricercare nel minor successo ottenuto in precedenza sul fronte del mercato casalingo; trovandosi già in difficoltà economiche, non avrebbe comunque potuto finanziare una riconversione tecnologica.
Anche la concorrenza con colossi come Electronic Arts era ormai divenuta economicamente insostenibile. Nel 1996 Data East USA fece un ultimo tentativo con le conversioni di alcuni titoli sportivi per PS1 e Saturn, ma i ritardi accumulati portarono all'annullamento dei progetti e a rivendere le licenze. Gli studi di sviluppo per il mercato domestico vennero quindi liquidati e Data East USA, trasferitasi in uffici molto più piccoli nei pressi di Sunnyvale, sopravvisse altri due anni dedicandosi a giochi a gettoni non video, come Rescue the Guppy. Dopo l'insolito e fallimentare Stamp Expressions, un cabinato per fotografie realizzato insieme a Sega, la filiale americana chiuse nell'aprile 1998.
Alla fine del 1996 anche la Data East giapponese era ormai in decadenza, secondo alcuni revisori contabili. Nel 1999 l'azienda centrale abbandonò il settore videogiochi e per un po' tentò invano di recuperare le perdite vendendo prodotti informatici ed elettronici.
Il 7 luglio 2003 un tribunale di Tokyo ne dichiarò la bancarotta. L'azienda aveva accumulato dal 1999 in poi un debito di circa 3,3 miliardi di yen.
I diritti sulla maggior parte dei giochi sviluppati dalla Data East sono stati ceduti alla connazionale G-Mode (nota come produttore di giochi per cellulari) a febbraio 2004; alcuni, tra cui Karnov, furono acquisiti dalla Paon Corporation, gestita da ex membri della Data East. La G-Mode girò molte delle licenze alla Turner Broadcasting System che le usò per promuovere il proprio servizio GameTap. Gamadelic, l'ex squadra di musicisti della Data East, ha continuato a esibirsi come gruppo in Giappone e pubblicare album con le musiche dei videogiochi.
Tetsuo Fukuda all'età di 76 anni (2017) figurava ancora come amministratore delegato onorario di Uriima, una società di informatica medica.

## Videogiochi
La Data East produsse 275 videogiochi in 27 anni di attività.
Oltre 100 di essi sono stati sviluppati dall'azienda stessa.
Secondo la rivista Retrogame Magazine, i giochi più importanti nella carriera della Data East (quasi tutti arcade originali dell'azienda) sono, in ordine cronologico: Astro Fighter (1979), Lock 'n' Chase (1981), BurgerTime (1982), Karate Champ (1984), Karnov (1987), Bad Dudes Vs. DragonNinja (1988), Chelnov (1988), RoboCop (serie 1988-1991), Boulder Dash (1990), Two Crude Dudes (1991), Joe & Mac (serie 1991-1994), Fighter's History (serie 1993-1995), Street Hoop (1994), Windjammers (1994).
Data East USA fu anche produttrice per il Nordamerica di giochi arcade concessi in licenza da altre aziende, come Kid Niki: Radical Ninja, Kung Fu Master, Vigilante e Commando.
Molti furono inoltre i titoli sviluppati o pubblicati da Data East per le principali piattaforme del mercato domestico, sia conversioni degli arcade, sia originali.

## Mascotte
La Data East utilizzò per anni gli omonimi protagonisti di Karnov e di Chelnov come mascotte ufficiali. Sia Karnov che Chelnov sono personaggi sovietici.